# Érythrée aux Jeux olympiques d'été de 2020
L'Érythrée participe aux Jeux olympiques de 2020 à Tokyo au Japon. Il s'agit de sa 6e participation à des Jeux d'été.

## Athlètes engagés
| Sport      | Hommes | Femmes | Total |
| ---------- | ------ | ------ | ----- |
| Athlétisme | 5      | 4      | 9     |
| Cyclisme   | 2      | 1      | 3     |
| Natation   | 1      | 0      | 1     |
| Total      | 8      | 5      | 13    |

## Résultats

### Athlétisme
| Athlète              | Épreuve                  | Séries        | Séries      | Finale          | Finale   |
| Athlète              | Épreuve                  | Temps         | Rang        | Temps           | Rang     |
| -------------------- | ------------------------ | ------------- | ----------- | --------------- | -------- |
| Yemane Haileselassie | 3 000 m steeple masculin | 8 min 14 s 63 | 5e          | 8 min 15 s 34   | 5e       |
| Aron Kifle           | 10 000 m masculin        | Non disputé   | Non disputé | 28 min 4 s 6    | 12e      |
| Yohanes Ghebregergis | Marathon masculin        | Non disputé   | Non disputé | 2 h 15 min 34 s | 22e      |
| Goitom Kifle         | Marathon masculin        | Non disputé   | Non disputé | 2 h 13 min 22 s | 14e      |
| Oqbe Kibrom Ruesom   | Marathon masculin        | Non disputé   | Non disputé | 2 h 16 min 57 s | 35e      |
| Rahel Daniel         | 5 000 m féminin          | 15 min 2 s 8  | 8e          | Éliminée        | Éliminée |
| Dolshi Tesfu         | 10 000 m féminin         | Non disputé   | Non disputé | 31 min 37 s 98  | 15e      |
| Kokob Solomon        | Marathon féminin         | Non disputé   | Non disputé | Abandon         | Abandon  |
| Nazret Weldu         | Marathon féminin         | Non disputé   | Non disputé | 2 h 37 min 1 s  | 43e      |

### Cyclisme sur route
| Athlète                | Compétition      | Temps             | Rang |
| ---------------------- | ---------------- | ----------------- | ---- |
| Amanuel Gebrezgabihier | Contre-la-montre | 1 h 3 min 22 s 80 | 33e  |
| Amanuel Gebrezgabihier | Course en ligne  | 6 h 15 min 38 s   | 50e  |
| Merhawi Kudus          | Course en ligne  | 6 h 16 min 53 s   | 55e  |

| Athlète         | Compétition     | Temps   | Rang    |
| --------------- | --------------- | ------- | ------- |
| Mossana Debesay | Course en ligne | Abandon | Abandon |

### Natation
| Athlète       | Épreuve         | Séries  | Séries | Demi-finales | Demi-finales | Finale  | Finale  |
| Athlète       | Épreuve         | Temps   | Rang   | Temps        | Rang         | Temps   | Rang    |
| ------------- | --------------- | ------- | ------ | ------------ | ------------ | ------- | ------- |
| Ghirmai Efrem | 50 m nage libre | 23 s 94 | 46e    | Éliminé      | Éliminé      | Éliminé | Éliminé |